# Cocal de Telha
Cocal de Telha est une municipalité brésilienne située dans l'État du Piauí.